# أكياس بروديو المحسنة لتخزين المحاصيل
أكياس بروديو المحسنة لتخزين المحاصيل (PICS) ( المعروفة سابقا بالأكياس المحسنة لتخزين اللوبياء) توفر طريقة بسيطة وقليلة التكلفة لتقليل خسائر  اللوبياء بعد الحصاد  الناتجة عن تفشي البروكسيد في غرب ووسط أفريقيا. إن حقائب ال PICS تحتوي علي طبقتين من البولي إيثيلين والطبقة الثالثة مصنوعة من البولي بروبلين المنسوجة. عندما يتم ربط وإغلاق كل طبقة بشكل منفصل، فإنها تخلق بيئة محكمة الإغلاق لتخزين الحبوب المحصودة. هذه البيئة المحرومة من الأكسجين ثبت أنها تقتل لبيركيديوس أترينياتيوس  وكالوسوبروشس ماكولاتوس  وغيرها من حشرات ما بعد الحصاد .

## المشكلة
تشكل الآفات الحشرية تهديدا كبيرا لحياة الحبوب المخزنة . تقوم أنواع مثل برشيدوس اتروليناس  وكالوسوبروشس ماكولاتوس ، (المعروفه عادة ب سوس اللوبياء أو بروكس ) بتنفيذ دورة حياتها داخل الحبوب، ووجودها يجعل المحصول غير صالح للاستهلاك البشري  أو الحيواني،  و هذه الحشرات تتكاثر بسرعة، وبالتالي فإن عدد قليل من هذه الحشرات داخل مجموعة من اللوبياء يتسبب في ضرر كبير في خلال شهر. و تعد اللوبياء محصولا مهما جدا لدول غرب ووسط أفريقيا . فهي ليست فقط غنية بالقيمة الغذائيه للبشر، ولكنها أيضا مصدر علف للحيوانات، وتستخدمها النساء الريفية بانتظام لتوريد دخلهن، وبالتالي توفر مصدرا هاما للسيولة للمزارعين .

## الاستخدام
بعد الحصاد والتجفيف الكامل للحبوب، يضع المزارعون الحبوب في كيس من البولي إيثلين قادر علي حمل  50كجم أو 100كجم. ثم يتم إغلاق الحقيبة بإحكام، مما يمنع الهواء من الدخول. و تحاط حقيبة البولي إيثلين الأولي بحقيبة مماثله ثانية، وهي مختومة أيضا مما يجعلها محكمه الغلق. ثم يتم ختم الحبوب مزدوجة الأكياس داخل كيس البولي بروبلين المنسوج الثالث، والذي يوفر القوة الميكانيكية لأكياس PICS. هذا الأسلوب من التعبئة الثلاثية يخلق بيئة محكمة الإغلاق، وتبقي أي حشرات موجودة في المحصول داخل الكيس؛ ولكن مع انخفاض مستويات الأوكسجين في الأكياس، وارتفاع تركيزات ثاني أكسيد الكربون، تتوقف الحشرات عن التغذية وتموت بسرعة، وبالتالي تحمي المحصول من المزيد من الضرر. وقد أظهرت الدراسات الحديثة أن البروكسيد  مختومة في أكياس PICS لا يموتون من الاختناق ولكن من العطش. هذه الفصيلة الفرعية من الكريسويمولدي لديها القدرة على إنتاج الماء من خلال عملية الأيض الخاصة بها.هذه العملية تتطلب الأكسجين، لذلك عندما تنخفض مستويات الأوكسجين في أكياس PICS يقلل البروتين من القدرة على إنتاج الماء ويموت من الجفاف. من المعقول أن نفترض أن هذا التكيف نفسه موجود في حشرات ما بعد الحصاد الأخرى.

## المميزات
توفر أكياس PICS العديد من الفوائد للمزارعين أصحاب الحيازات الصغيرة. ليس هذا فقط طريقة فعالة خالية من مبيدات الحشرات ومنخفضة التكلفة لتخزين اللوبيا وغيرها من الحبوب،  ومن السهل شرحها للمزارعين، ويمكن تخزين أكياس PICS في منازل عائلية - مما يجعلها فعالة طريقة للمزارعين أصحاب الحيازات الصغيرة لحماية محاصيلهم. بالإضافة إلى ذلك يمكن فتح الحقائب في أي وقت - عندما يتم فتحها تكون اللوبيا جاهزة للاستهلاك. يمكن إعادة استخدام الحقائب PICS شريطة أن تكون خالية من الثقوب. أثبتت الدراسات أنه يمكن استخدام PICS عدة مرات عبر عدة سنوات دون أي خسارة في الجودة. يسمح تخزين الحبوب حتى تصل إلى قيمة سوقية عالية للمزارعين بالحصول على أرباح أكبر، ويوفر التخزين للمجتمعات احتياطيات غذائية خلال موسم ما بعد الحصاد.  حتى بعد عدة أشهر من التخزين في أكياس برودو المحسنة فإن جودة الحبوب لا تنخفض.

## العيوب
بعض المشاكل مع هذه التقنية هي أن أكياس PICS عرضة للسرقة، وبالتالي تحتاج إلى الحماية. في المناطق التي يتم فيها بيع الحبوب على الفور بعد الحصاد، قد لا توجد مناطق تخزين لحقائب PICS. لذلك فإن إدخال الحقائب لبعض المجتمعات قد يتطلب أيضًا بناء مرافق تخزين جديدة. بالإضافة إلى ذلك من الضروري تجفيف الحبوب المراد تخزينها في أكياس PICS جيدًا قبل تخزينها لمنع نمو العفن وتعفن الحبوب. وبينما تحمي أكياس PICS اللوبيا من الأضرار التي تسببها الحشرات ، فإنها لا توفر حاجزًا ضد الفئران أو الجرذان أو الحيوانات الأخرى. وأخيرًا، لا يزال التأثير البيئي لحقائب PICS غير مدروس إلى حد كبير  ويجب النظر فيه بجدية.